# أجاي بهات (سياسي)
أجاي بهات هو سياسي هندي، ولد في 1 مايو 1961 في Almora ‏ في الهند. نشط حزبياً في حزب بهاراتيا جاناتا. وقد انتخب Member of the 17th Lok Sabha ‏ عن دائرة Nainital–Udhamsingh Nagar Lok Sabha constituency ‏ وقد انضم خلال فترته النيابية ‏ للكتلة البرلمانية حزب بهاراتيا جاناتا وانتخب Member of the Uttarakhand Legislative Assembly ‏.